# Kékfejű lápicsiröge
A kékfejű lápicsiröge, avagy Brewer kék lápicsirögéje (Euphagus cyanocephalus) a madarak osztályának verébalakúak (Passeriformes) rendjébe, azon belül a csirögefélék (Icteridae) családjába tartozó faj.

## Rendszerezése
A fajt Johann Georg Wagler német ornitológus írta le 1829-ben, a Psarocolius nembe Psarocolius cyanocephalus néven. Sorolják a Scolecophagus nembe Scolecophagus cyanocephalus néven is.

## Előfordulása
Az Amerikai Egyesült Államokban fészkel. Telelni délebbre vonul. Előfordul a Bahama-szigetek, Kanada, Guatemala, Mexikó és a Turks- és Caicos-szigetek területén is. Természetes élőhelyei a mérsékelt övi legelők és szántóföldek, valamint tengerpartok.

## Megjelenése
Testhossza 21–23 centiméter, testtömege 47-67 gramm.
|  |  |

## Életmódja
Főleg magvakkal és rovarokkal táplálkozik, de néha bogyókat is fogyaszt.

## Szaporodása
|  |

## Természetvédelmi helyzete
Az elterjedési területe rendkívül nagy, egyedszáma ugyan csökken, de még nem éri el a kritikus szintet. A Természetvédelmi Világszövetség Vörös listáján nem fenyegetett fajként szerepel.